# أبو شخيدم
 أبو شخيدم قرية فلسطينية تقع إلى الشمال الغربي من مدينة رام الله، وتبعد عنها 10كم، يصل إليها طريق فرعي يربطها بالطريق الرئيسي طوله 8,1 كم، وترتفع عن سطح البحر حوالي 750 متراً. تقع القرية على قمة حوض صخري مرتفع، ويرى السكان فيها معظم القرى والمدن الساحلية الغربية والبحر الأبيض المتوسط، كما أن القرية بها آثار مازالت معالمها ظاهرة منها البلدة الرومانية، والمبنى الروماني الذي يستخدم كمعصرة زيتون وبركة حوض ماء روماني. تعتمد القرية في التزود بمياه الشرب على الأمطار المجموعة في آبار خاصة، وعلى عين ماء تقع في ظاهر القرية الشمالي الشرقي.
يرجع اسمها نسبة إلى عائلة شخيدم التي أول من نزلتها وعمرتها، يسكن القرية ثلاث عائلات أساسية هي قنداح، أبو ظاهر، أبو شخيدم، بالإضافة إلى عائلات أخرى صغيرة سكنوا القرية ابان نكبة 1948 ونكسة 1967، حيث هاجر إليها بعد النكبة والنكسة عدد كبير من اللاجئين، ومكثوا بعض الوقت فيها قبل أن يغادروا إلى مناطق أخرى في محافظة رام الله كمخيم الجلزون والأمعري وقلنديا، و لم يبق سوى القليل منهم، وقاموا بالانخراط في حياة القرية، ومن أبرز من بقي من هؤلاء هي عائلة السوطري والمسمية، ويقطن القرية أيضا عائلات أخرى قدمت من مناطق قريبة لعل أبرزها عائلة أبو زر، وعبد الحافظ، والناصرة.
قبل أن يتم إنشاء المدارس في القرية كان التعليم يتم بواسطة (الكتاتيب) وكان يتم تدريس القران الكريم واللغة العربية والحساب وكانت أماكن التدريس إما في المساجد أو البيوت وكان الأهالي ينظمون أنفسهم مع أحد المدرسين (الشيوخ) وكانت أجرة المدرس (بيضة ورغيف من الخبز) أو ما تيسر من المسائل الأخرى.انشأت أول مدرسة حكومية عام 1924 وكان أعلى صف فيها الرابع الابتدائي وفي عام 1966 أصبحت المدرسة لغاية الصف السادس وبلغ عدد الطلاب 108 طالبا. وفي عام 1958 تم بناء أول مدرسة ثانوية في (الشريف) وكان يدرس فيها من القرى المجاورة مثل ديرعمار، كوبر، بيتللو، عين قينيا، أبو شخيدم. نشأت أول مدرسة للاناث عام 1950 وبلغ عدد الطالبات 27 طالبة وبقيت المدرسة ابتدائية حتى الصف السادس حتى بداية الثمانينات وأصبحت اعدادية وكن الطالبات يكملن دراستهن الثانوية في بيرزيت. وفي عام 1997 تم بناء مدرسة ثانوية للبنات بالقرب من مدرسة الذكور.

## المساحة
تبلغ مساحة أراضيها حوالي 1430 دونماً منها ثلاثة للطرق والوديان، وحوالي 660 دونماً مساحة عمرانية. يحيط بالقرية من جميع الجهات أشجار الزيتون والتين وكروم العنب، أما داخل القرية بأشجار الفواكة وبعض الخضراوات والحبوب، وتحيط بها أراضي قرى: أبو قش، المزرعة القبلية، كوبر، وبيرزيت.

## السكان
قدر عدد سكانها عام 1922 حوالي(139) نسمة، وفي عام 1945 حوالي(150) نسمة، وبعد الاحتلال سنة 1948 كان سكانها حوالي (500) نسمة، حيث كانو يعتمدون على الزراعة ويشربون الماء من عين مشهورة تسمى "عين العلق" وفي عام 1967 بلغ العدد حوالي (5069) نسمة، وفي عام 1987 أصبح (773) نسمة، وفي عام 1996 بلغ العدد (1025) نسمة، أما عدد سكانها الحاليا فيبلع حوالي (2743) نسمة نصفهم لايزال يعيش في القرية والنصف الأخر أنتشر الى الدول الخليج والأردن وامريكا وعلى رغم من ذلك الا أن الأرتباط بالأرض وتعميرها لايزال ساريا الى اليوم.

## مراجع

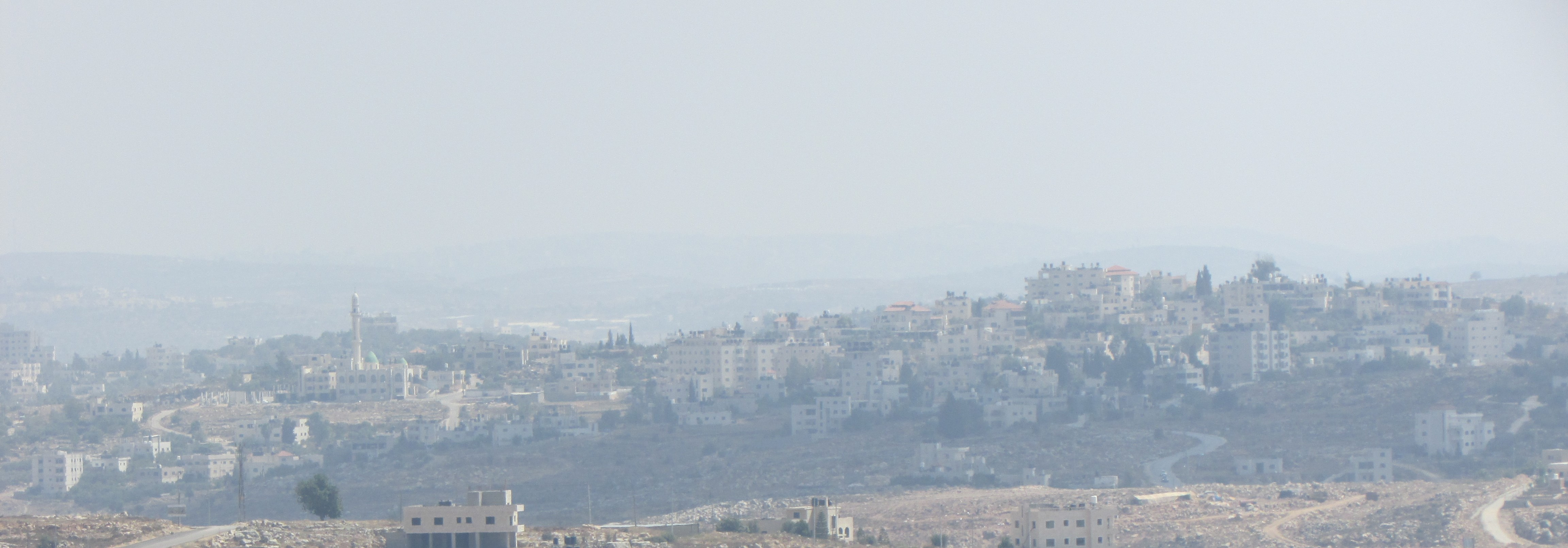
قرية أبو شخيدم في رام الله